# 糾弾
| ウィキペディアには「糾弾」という見出しの百科事典記事はありません（タイトルに「糾弾」を含むページの一覧/「糾弾」で始まるページの一覧）。 代わりにウィクショナリーのページ「糾弾」が役に立つかもしれません。 |